# Saad Bakhit Mubarak
Saad Bakhit Mubarak (Emiratos Árabes Unidos; 15 de octubre de 1970) es un exfutbolista de los Emiratos Árabes Unidos que jugaba en la posición de centrocampista.

## Carrera

### Club
| Periodo   | Club            |
| --------- | --------------- |
| 1992-2002 | Al-Shabab Dubai |
| 2002-2003 | Al-Jazira Club  |
| 2003-2005 | Al-Shabab Dubai |

### Selección nacional
Jugó para Emiratos Árabes Unidos en 71 ocasiones entre 1992 y 2001 y anotó 15 goles, participó en dos ediciones de la Copa Asiática, los Juegos Asiáticos de 1994 y la Copa FIFA Confederaciones 1997.

## Logros
- Copa Presidente de Emiratos Árabes Unidos: 1

1996/97